# Біла еміграція

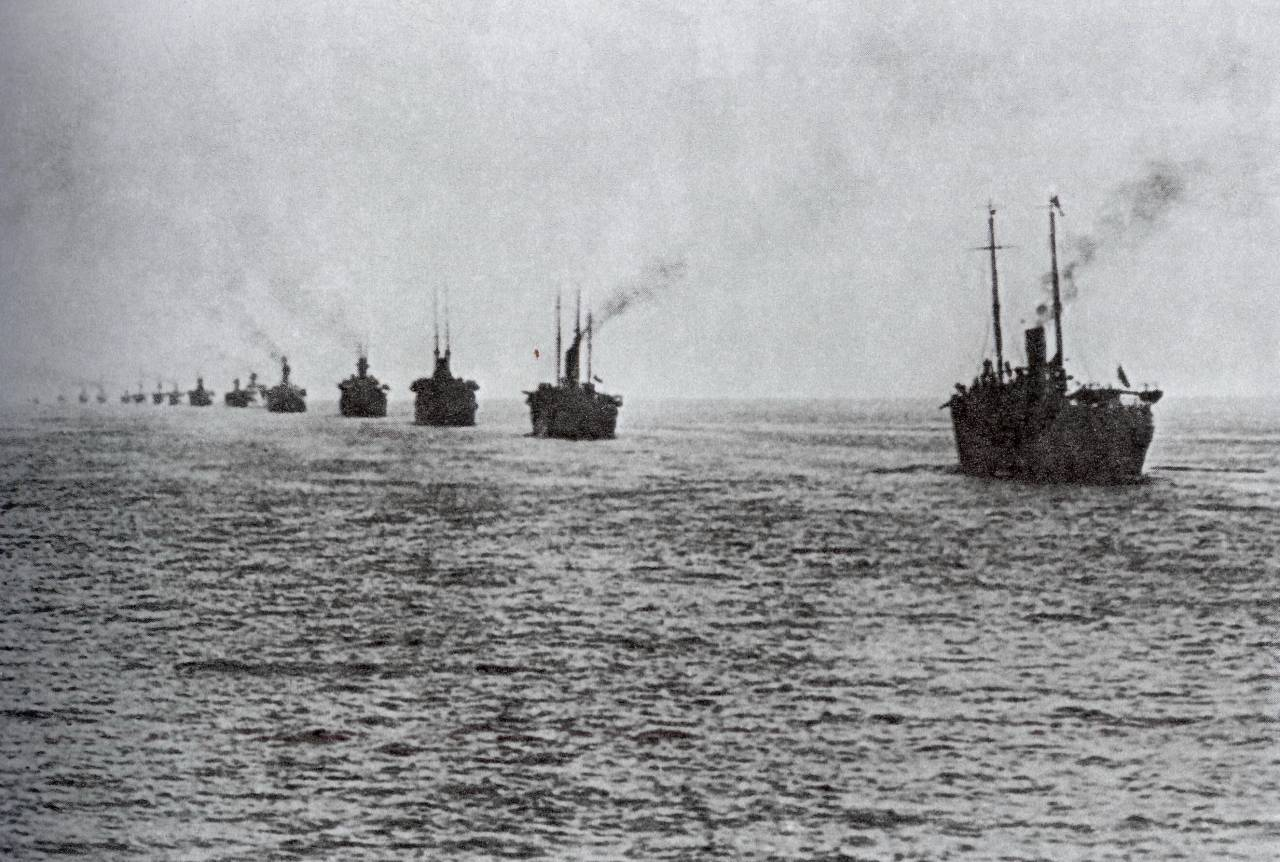
Евакуація Російської Армії з Криму

Біла еміграція (Російська біла еміграція, (рос. дореф. русская эмиграція) також Російська еміграція першої хвилі) — найменування хвилі еміграції з Росії, що виникла внаслідок подій майже шестирічної Громадянської війни (1917–1923).
Загальна кількість емігрантів з Росії на 1 листопада 1920 за підрахунками американського Червоного Хреста становило 1 млн 194 тис. осіб. За даними Ліги Націй, станом на серпень 1921 було більш ніж 1,4 млн біженців з Росії. У той же час доктор історичних наук В. М. Кабузан оцінює загальне число емігрантів з Росії в 1918—1924 роках величиною не менше 5 млн чоловік, включаючи сюди і близько 2 млн жителів польських і прибалтійських губерній, що входили до складу Російської імперії до Першої світової війни і потім увійшли до складу новоутворених суверенних держав і віддали перевагу громадянству нових держав російському. У переважній більшості емігрантами були військові, дворяни, підприємці, інтелігенція, козаки, духовенство, державні службовці, а також члени їх сімей.

## Військова еміграція
Ще в травні 1920 року генералом бароном Врангелем була заснована так звана «Еміграційна Рада», через рік перейменована в Раду по розселенню російських біженців. Цивільних і військових біженців розселяли в таборах під Константинополем, на островах Принців (Галліполійського сидіння) і в Болгарії ; військові табори в Галліполі, Чаталджі і на Лемносі (Кубанський табір) які перебували під англійською або французькою адміністрацією.

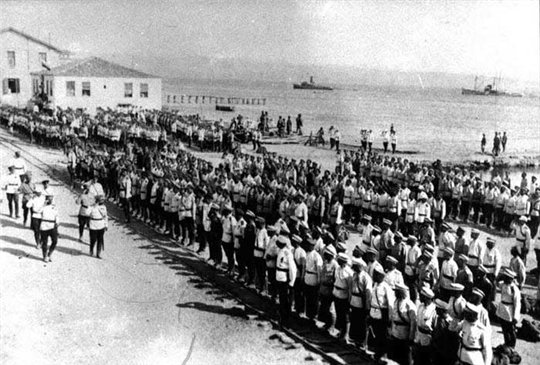
Генерал А. П. Кутепов обходить війська в Галліполі перед відплиттям до Болгарії. 1921 р

У наприкінці 1920 року в картотеці Головного довідкового (або реєстраційного) бюро вже налічувалося 190 тисяч імен та адрес.
Після евакуації Криму залишки Російської Армії були розміщені в Туреччині, де генерал П. Н. Врангель, його штаб і старші начальники отримали можливість відновити її як бойову силу. Основним завданням командування стало: домогтися від союзників Антанти матеріальної допомоги в необхідних розмірах,; парирувати всі їхні спроби роззброїти і розпустити армію; дезорганізовані і деморалізовані поразками і евакуацією частини в найкоротший термін реорганізувати і привести в порядок, відновивши дисципліну і бойовий дух.

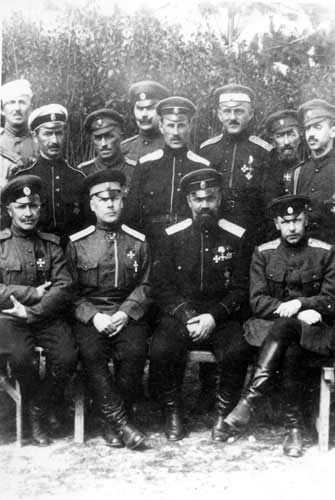
Білі емігранти в Болгарії

Юридичне становище Російської Армії і військових союзів було складним: законодавство Франції, Польщі та ряду інших країн, на території яких вони розташовувалися, що не допускало існування будь-яких іноземних організацій, «мають вигляд влаштованих на зразок військових з'єднань». Держави Антанти прагнули перетворити відступити, але зберегла свій бойовий настрій і організованість російську армію в співтовариство емігрантів. "Ще сильніше, ніж фізичні позбавлення, давила нас повна політична безправність. Ніхто не був убезпечений від свавілля будь-якого агента влади кожної з держав Антанти. Навіть турки, які самі перебували під режимом свавілля окупаційної влади, по відношенню до нас керувалися правом сильного" — писав М. В. Савич, відповідальний за фінанси співробітник Врангеля. Саме тому Врангель приймає рішення про переведення своїх військ в слов'янські країни.
Навесні 1921 року П. Н. Врангель звернувся до болгарського і югославського урядів із запитом про можливість розселення особового складу Російської Армії в Югославії. Частинам було обіцяно утримання за рахунок скарбниці, що включало в себе пайок і невелику платню. 1 вересня 1924 року П. Н. Врангель видав наказ про утворення «Росыйського Загальновійськового Союзу» (РЗВС). До нього входили всі частини, а також військові прошарки та союзи, які почали виконувати наказ. Внутрішня структура окремих військових підрозділів зберігалася в недоторканності. Сам же РЗВС виступав в ролі об'єднуючої і керівної організації. Його головою став Головнокомандувач, загальне управління справами РЗВС зосереджувалась в штабі Врангеля. З цього моменту можна говорити про перетворення Російської Армії в емігрантську організацію, при цьому Російська Загальновоїнська спілка була законним наступником Білій армії. Про це можна говорити, посилаючись на думку його творців: «Освіта РЗВС готує можливість на випадок необхідності, під тиском загальної політичної обстановки, прийняти Російської армії нову форму буття у вигляді військових союзів». Ця «форма буття» дозволяла виконувати головне завдання військового командування в еміграції — збереження наявних і виховання нових кадрів армії.
З 1929 року В. В. Орєхов, Е. В. Тарусскій і С. К. Терещенко в Парижі стали видавати журнал «Вартовий» — орган зв'язку російських солдатів і офіцерів в еміграції (журнал видавався до 1988 року). В еміграції існували також полкові музеї, іноді на правах «домашнього» куточка. Деякі військові музеї російської військової еміграції існують і до цього дня, як Музей Лейб-гвардії козацького полку або Музей російської військової буденності.
Під час Другої світової війни з білих емігрантів в Югославії був сформований Російський корпус, який воював на боці Німеччини з комуністичними партизанами Тіто, а пізніше — з частинами Червоної Армії.

### Козацтво
Російські козаки з'явилися на Балканах. Всі столиці, точніше — лише станичні отамани і управління, — підпорядковувалися «Об'єднаній раді Дону, Кубані і Терека» і «Козачому союзу», які очолювалися Богаєвський.
Однією з найбільших була Белградська загальнокозача станиця імені Петра Краснова, заснована в грудні 1921 року і налічувала 200 осіб. Незабаром зі станиці пішли терції, утворивши свою — Терську столицю. Ті хто залишилися в станиці вступили в РЗВС і вона отримала представництво в «Раді військових організацій» IV відділу, де новий отаман генерал Марков мав однакове з іншими членами ради право голосу.
У Болгарії до кінця 1920-х рр. налічувалося не більше 10 столиць. Однією з найчисленніших була Калединська в Анхіало (отаман — полковник М. І. Караваєв), утворена в 1921 р в кількості 130 осіб.
Бургаська козацька столиця, яка була утворена в 1922 р в кількості 200 осіб, до кінця 1920-х рр. налічувала також не більше 20 осіб, причому половина з первинного складу повернулася додому на Батьківщину.
Протягом 1930-1940-х рр. козачі станиці припиняли своє існування в період Другої світової війни.

## Біла еміграція в Європі

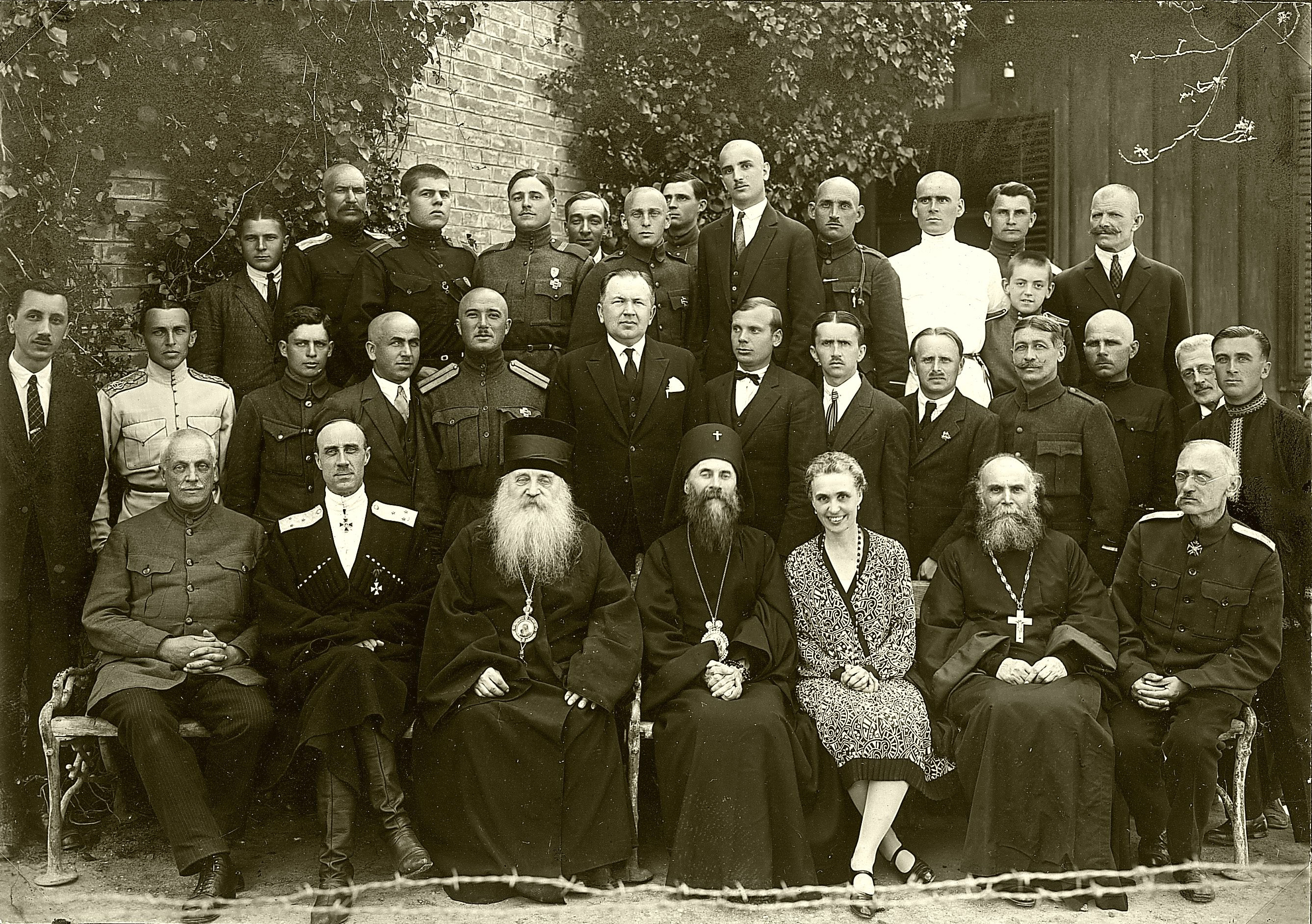
Петро Врангель, митрополит Антоній (Храповицький), архієпископ Анастасій (Грибановский), Ольга Врангель і члени РОВС в Югославії. 1927

За даними Служби у справах біженців Ліги націй, в 1926 році офіційно було зареєстровано 958,5 тисяч російських біженців. Близько 200 тисяч осіб — прийняла Франція ; близько 300 тисяч — взяла Турецька республіка ; в Китаї їх перебувало 76 тисяч, в Югославії, Латвії, Чехословаччини, Болгарії і Греції — приблизно по 30-40 тисяч чоловік.
Визнаними центрами еміграції стали на її наступному етапі Париж, Берлін і Харбін, а також Белград і Софія. Російське населення Берліна налічувало в 1921 році близько 200 тисяч чоловік, воно особливо постраждало в роки економічної кризи, і до 1925 року їх залишалося всього 30 тисяч чоловік. Прихід націонал-соціалістів до влади в Німеччині відштовхнув частину російських емігрантів від Німеччини. На перші місця в еміграції висунулися Прага і, особливо, Париж, що став найбільшим центром і культурною столицею першої хвилі російської еміграції.

## Російські емігранти в Китаї
Перед революцією чисельність російської колонії в Маньчжурії становила не менше 200—220 тисяч чоловік. Зі скасуванням 23 вересня 1920 року статусу екстериторіальності для російських громадян в Китаї все російське населення в ньому, в тому числі і біженці, перейшло на середнє становище бесподданних емігрантів в чужій державі, тобто на становище фактичної діаспори. Протягом всього періоду Громадянської війни на Далекому Сході (1918—1922 роки) тут спостерігався значний механічний рух населення, який поляга не тільки в припливі населення. Внаслідок колчаківських, Семенівського та інших мобілізацій, рееміграції і репатріації в більшовицьку Росію.

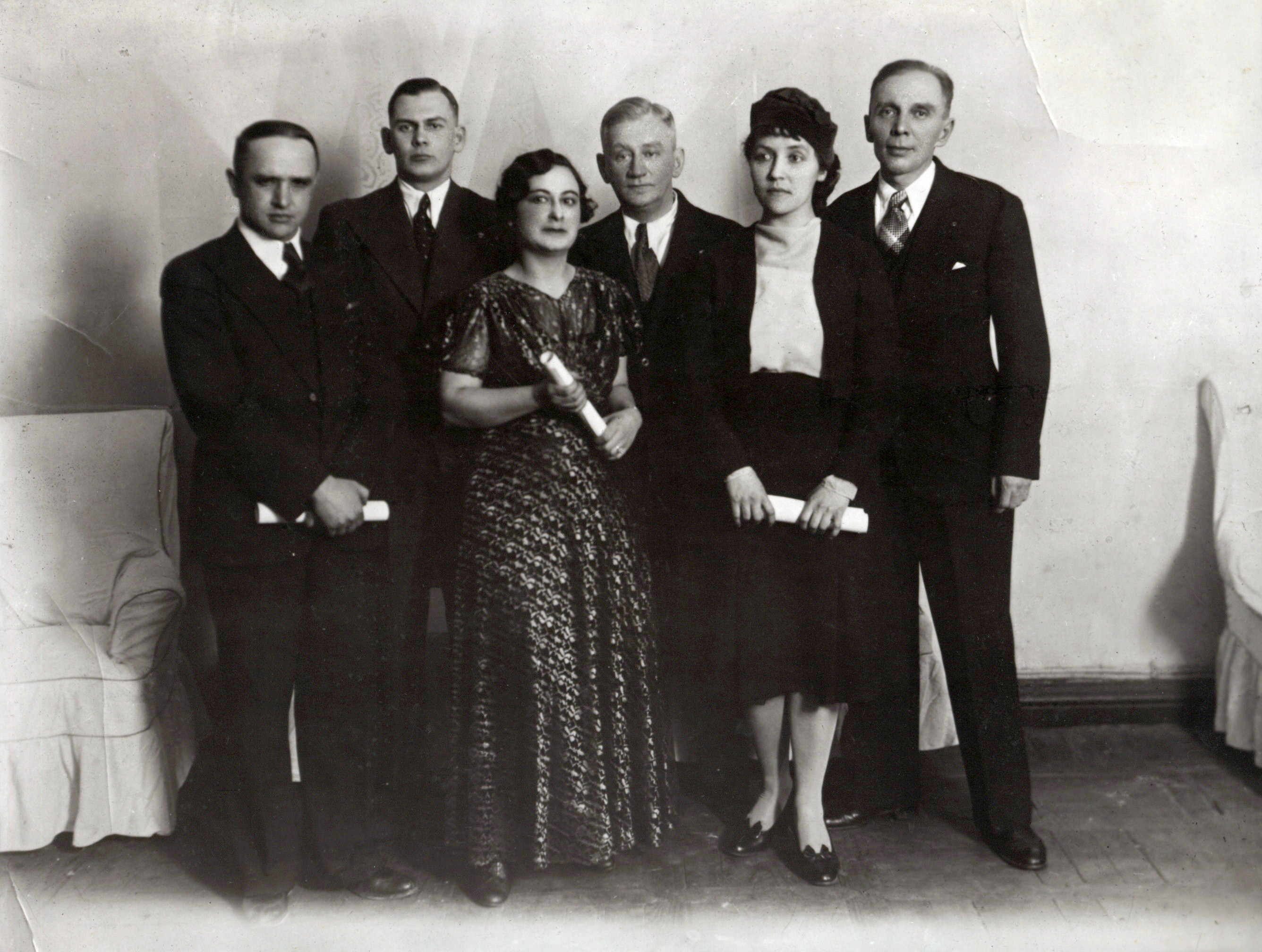
Поети-харбінців. Зліва направо: В. К. Обухів, М. А. Шмейсер, Н. Ільнек, А. І. Несміливо, А. Андрєєва, А. А. Ачаір.

Перший серйозний потік російських біженців на Далекому Сході датується початком 1920 року — часом, коли вже впала Омська директорія ; другий — жовтнем-листопадом 1920 року, коли була розгромлена армія так званої «Російської Східної околиці» під командуванням отамана Г. М. Семенова; третій, — кінцем 1922 року, коли в регіоні остаточно встановилася радянська влада. Морем виїхали лише кілька тисяч чоловік, основний потік біженців прямував з Примор'я в Маньчжурію і Корею, в Китай, на КСЗ їх, за деякими винятками, не пропускали; деяких навіть висилали в Радянську Росію.
Разом з тим в Китаї, а саме в Сіньцзяні на північному заході країни, була ще одна значна російська колонія, що складалася з козаків генерала Бакіча і колишніх чинів білої армії, відступили сюди після численних поразок на Уралі і в Семиріччя: вони оселилися в сільській місцевості, де займалися сільськогосподарською працею.
Уже в 1920 році за участю КСЗ з'явився Харбінський технікум, згодом став Харбінським політехнічним інститутом, ректором якого був Устругов — колишній міністр шляхів сполучення при Колчаку. Згодом відкрилися Педагогічний інститут, Медичний інститут, Комерційний інститут, Інститут Сходу, Юридичний інститут, Володимирська семінарія і Північно-маньчжурський університет.
У 1931 році в Харбіні на Далекому Сході, в Маньчжурії, де проживала велика російська колонія, в середовищі російської еміграції утворилася Російська фашистська партія. Партія була створена 26 травня 1931 на 1-му з'їзді Російських фашистів, що проходив в Харбіні. Лідером Російської Фашистської партії був К. В. Родзаєвський.
Під час японської окупації Маньчжурії було створено Бюро у справах російських емігрантів на чолі з Володимиром Кисліциної.

## Правовий стан емігрантів
15 грудня 1921 р ВЦВК і РНК РРФСР було прийнято декрет, згідно з яким позбавлялися прав російського громадянства особи пойменованих нижче категорій:
а) особи, що жили за кордоном безперервно понад 5 років і які не отримали від радянських представництв закордонних паспортів або відповідних посвідчень до 1 червня 1922 р (цей термін не поширювався на країни, де не було представництв Української РСР, в яких, країнах зазначений термін повинен був бути встановлений після установи таких представництв);
б) особи, які виїхали з Росії після 7 листопада 1917 р без дозволу радянської влади;
в) особи, добровільно служили в арміях, які воювали проти радянської влади ;
г) особи, які не підходять під п. «А», що знаходяться за кордоном і не зареєструвалися в зазначений в п. «А» і в примітках до нього термін в закордонних представництвах Української РСР.
Таким чином, емігранти ставали особами без громадянства. Їх права захищали як колишні російські посольства і консульства, в міру визнання відповідними державами РРФСР і, потім, СРСР перетворилися на недержавні організації, так знову виникли організації.
Нарада послів, створена в Парижі 2 лютого 1921 р на чолі з М. Н. Гирсом, а після його смерті в 1932 р — на чолі з В. А. Маклаковим, поставила за завдання «охороняти до останньої можливості ідею загальноросійської державності, щоб не дати розпорошитися всім організованим силам протибільшовицької Росії в їх важкій боротьбі за російське справа».
Однак цілий ряд правових питань, що стосуються російських емігрантів, можна було вирішити тільки на міжнародному рівні. 27 червня 1921 сесія Ради Ліги націй ухвалила рішення створити посаду Верховного комісара у справах російських біженців. Ним став Фрітьоф Нансен. У 1922 р з'явилися нансенівські паспорти для емігрантів з Росії.
До початку XXI століття в різних країнах залишалися проживати емігранти та їхні діти, з нансенівським паспортом і, врешті-решт, отримали громадянство Російської Федерації.
Не безкоштовні марки із зображенням Нансена наклеювалися на нансенівські паспорта замість гербів, що символізують владу держави, після сплати внеску і давали законну та юридичну силу документу. З коштів, зібраних за ці марки, було сформовано особливий фонд, кошти якого використовувалися, перш за все, для покращення переселення і устаткування біженців в заокеанських країнах, в першу чергу в Південній Америці. Управляв цим фондом особливий орган в складі представника Ради Ліги Націй і представника Адміністративної ради Міжнародного бюро праці.
Емігрантські організації вимагали права на участь у витрачанні коштів особливого фонду. Х сесія Ліги Націй (вересень 1929 г.) постановила, «щоб частина фонду, утвореного від продажу нансенівські марок, була використана для поповнення фондів, заснованих для надання допомоги біженцям, які заслуговують на допомогу». Так, у Франції половина нансенівські збору йшла в Лігу Націй, а інша половина надходила в розпорядження Розподільного комітету в Парижі, який входив до складу утвореного в 1924 р Емігрантського комітету на чолі з Маклаковим. Емігрантський комітет виконував посередницькі функції між напівофіційні Офісом із захисту інтересів російських біженців, французьким урядом і російською колонією.
30 червня 1928 р було підписано міжурядову угоду про юридичний статус російських і вірменських біженців. Воно уповноважувало представництва Верховного комісара у справах біженців в різних країнах, які повинні були виконувати функції, що лежать зазвичай на консульствах. Також угода обумовлювала особисті права емігрантів.
28 жовтня 1933 р представниками 12 держав було підписано Конвенцію про юридичний статус російських і вірменських біженців. Вона прирівнювала російських і вірменських біженців до «місцевих громадян або іноземців, найбільш привілейованим в силу міжнародних угод». Було гарантовано безперешкодний в'їзд і виїзд з країни, що видавала нансенівські паспорта; заборонялося висилати біженців за кордон, крім випадків предявлених злочином і порушенням громадського порядку; надавався біженцям вільний доступ до судів і звільнення від судової застави, надавалося покращення права на працю, а також отриманні освіти та обкладання податками.

## Політичні настрої емігрантів
Політичні настрої і пристрасті початкового періоду російської еміграції представляли собою досить широкий спектр течій, який практично повністю відтворював картину політичного життя дореволюційної Росії.

Карикатура білих офіцерів на самих себе в еміграції. о. Лемнос, 1921

Наприклад, югославська, китайська та аргентинська еміграція була налаштована в основному монархістської, а чехословацька, французька і американська в основному розділяла ліберальні цінності.
У першій половині 1921 року характерною рисою було посилення монархічних тенденцій, пояснюють, перш за все, бажанням рядових біженців згуртуватися навколо «вождя», який міг би захистити їх інтереси у вигнанні, а в майбутньому забезпечити повернення на батьківщину. Такі надії пов'язували з П. Н. Врангелем, а потім Великим Князем Миколою Миколайовичем Молодшим, якому генерал Врангель підпорядкував найбільшу організацію білого зарубіжжя — РЗВС.
У 1923 р на Загальному з'їзді національно мислячої російської молоді, що пройшов у Мюнхені, було вирішено утворити Союз «Молода Росія». Його лідером став А. Л. Казем-Бек. Пізніше, в 1925 році, організація була перейменована в Союз младороссов. Ідеологія младоросів відрізнялася крайньою суперечливістю.
У тридцятих роках була створена така організація, як «Національний Союз Російської Молоді», згодом перейменована в «Національно-Трудовий Союз Нового Покоління» (НТСНП). Її метою було протиставити марксизму-ленінізму іншу ідею, засновану на солідарності і патріотизм.

## Російська еміграція під час Другої світової війни
Друга світова війна розколола російську еміграцію на два табори: на прогерманський (всі, хто брали участь у війні на боці нацистської Німеччини і її сателітів) і антинімецький (всі, хто взяв участь в русі Опору і симпатизував СРСР). Їх називали іноді відповідно «пораженцями» і «оборонцями».

### Колабораціоністи
За твердженням історика Олега Будницького, якщо порівнювати число тих, хто взяв участь в русі Опору і виступив на стороні нацистської Німеччини, то переважна більшість емігрантів виступила на боці нацистської Німеччини. В якості найбільш вагомою аргументації Олег Будницкий посилається на найчисленніший з усіх білоемігрантських формувань, які воювали на боці нацистської Німеччини, Російський корпус в Югославії, через який за весь час війни пройшло близько 17 тисяч осіб, з яких близько 5,5 тисячі були громадяни СРСР.
З іншого боку, за словами адмірала М. А. Кедрова, який командував в 1920 році врангелівським флотом: "Німцям не вдалося повести за собою нашу еміграцію — тільки одиниці пішли за ними, наївно мріючи, що вони, завойовуючи Росію для себе і готуючи російський народ до ролі добрива для «великого німецького народу», повернуть їм втрачені маєтки ". До того ж значна кількість емігрантів влаштувалося в США, і, за даними Ю. І. Прохорова, в армії США під час Другої світової війни служило не менше п'яти тисяч козаків
Коли до білої еміграції стали доходити відомості про насильство гітлерівців над цивільним населенням на окупованих територіях СРСР, то число підтримуючих Третій рейх емігрантів почав різко скорочуватися.

### Антигітлерівці
Однак значна частина російських емігрантів виступили і проти Німеччини. Так, в русі Опору у Франції і Бельгії брали участь ряд проживаючих там російських емігрантів.
Наукові співробітники Музею людини в Парижі Борис Вільде та Анатолій Левицький організували в підвалі музею друкарню, яка в кінці 1940 року випустила перший номер листівки під назвою словом «Чинити опір!», Що дала назву всьому патріотичному руху у Франції. Наприкінці 1941 року вони були арештовані і в лютому 1942 року Вільде, Левицький і ще п'ять осіб цієї підпільної групи були розстріляні біля стіни форту Мон-Валер'єн. Історик Борис Ковальов стверджував, маючи на увазі Бориса Вільде та Анатолія Левицького, що «не можна забувати, що в тій же самій Франції рух Опору починається з середовища російської імміграції, а не з середовища етнічних французів». Фактично ж надихнув російську еміграцію на війну проти Німеччини Антон Іванович Денікін, який відмовився навіть під загрозою смерті співпрацювати з Німеччиною і засудив всіх, хто перейшов на сторону Німеччини.
В Югославії значна частина російських емігрантів, яка служила в вермахті, СС або хорватському домобранстві, після фактичного початку геноциду сербів стали залишати лави і тікати до антигітлерівських військових формувань: багато хто з емігрантів, як Аркадій Попов або Олег і Лев Окшевскіе, продовжили службу в авіації союзників.
2 липня 1941 року екзарх Московського Патріархату в Північній Америці митрополит Веніамін (Федченко) виступив в Нью-Йоркському комплексі Madison Square Garden на величезному мітингу, що складається в основному з емігрантів. Митрополит Веніамін (Федченко) брав участь в роботі комітетів зі збору пожертвувань, роз'їжджав по країні, виступаючи з промовами і проповідями.
Емігрантка з Росії А. Ю. Смирнова-Марлі написала російські слова і музику знаменитої " Пісні партизан ", що стала згодом гімном французького Опору.
У США в роки Великої Вітчизняної війни широко розгорнулася прорадянська діяльність тієї частини російської еміграції, яка гуртувалася навколо Американо-російської товариства взаємодопомоги (АРОВ), діяльність якого була спрямована на надання допомоги Радянській Росії. На початку війни композитор С. В. Рахманінов дав великий концерт, збір від якого був переданий до фонду Червоної Армії.

## Рееміграція
У лютому 1921 року з Туреччини повернулися в Росії 3 300 емігрантів, 30 березня пароплав «Решид-Паша» відвіз до Росії ще 5869 чоловік.
3 листопада 1921 було прийнято постанову ВЦВК РРФСР «Про порядок відновлення в правах громадянства окремих категорій осіб, які були позбавлені цих прав в силу Конституції Української РСР або окремих постанов центральної і місцевої влади». Воно оголосило амністію. Ця амністія торкнулася всіх учасників військових організацій Колчака, Денікіна, Врангеля, Савінкова, Петлюри, Булак-Балаховича, Пермікіна і Юденича.
9 червня 1924 було прийнято постанову ВЦВК РРФСР «Про розповсюдження амністії, оголошеної 3 листопада 1921 року, на всіх, хто знаходиться на Далекому Сході, в Монголії і Західному Китаї рядових солдатів білих армій». Проведення амністії покладалося на спеціальні місії НКЗС і РОКК за кордоном.
Згідно циркуляру НКВД РРФСР № 138 від 8.05.1923, які не підпадають під амністію особам (фельдфебелям, юнкерам, учасникам кадетських загонів, прапорщикам, корнет, підпоручик, жандармам, військовим чиновникам білих армій), у разі виявлення ними бажання відновити себе в громадянстві СРСР, рекомендувалося звертатися з клопотаннями на ім'я ЦВК через радянські посередництва.
З 1921 року в країнах розселення емігрантів стали виникати Спілки повернення на батьківщину. У 1921 в Празі було видано збірник статей " Зміна віх ", автори яких стверджували, що більшовицька влада вже «переродилася» і діє в національних інтересах Росії, тому необхідне примирення і співпрацю з нею.
Але більша частина білої еміграції стала категоричним противником повернення емігрантів в Радянську Росію і вступила в ідейну боротьбу проти агітації Союзів повернення на батьківщину, висунувши в якості антипода повернення ідеї непримиренності.
Новий сплеск повертальних настроїв у емігрантів відноситься до періоду після Другої світової війни. Після видання 14 червня 1946 Указу Президії Верховної Ради СРСР про відновлення в громадянство СРСР підданих колишньої Російської імперії, які проживають на території Франції, багато російських емігрантів вирішили стати громадянами СРСР і згодом отримали радянські паспорти.

## Значення еміграції першої хвилі

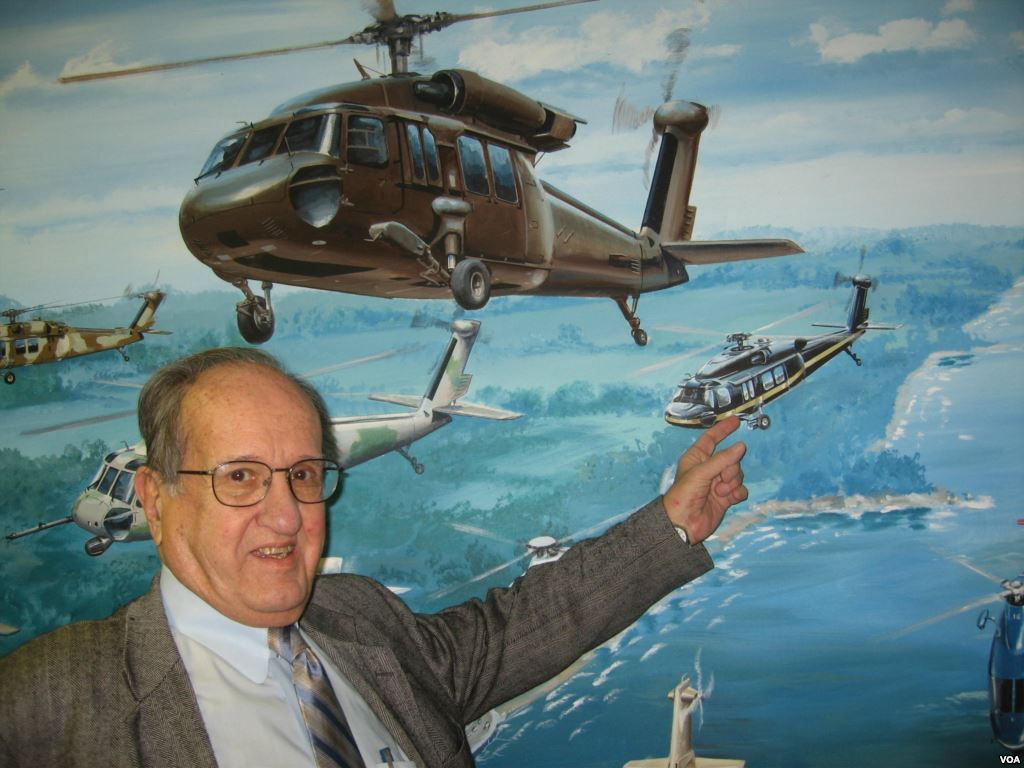
Ігор Іванович Сікорський

В цілому внаслідок революції в Росії за кордон потрапило близько 3 мільйонів чоловік. Більшість з них асимілювалося в країнах свого народження і перебування, але існують десятки тисяч людей, вже третього і четвертого покоління, для яких Росія — не просто віддалена в минулому батьківщина предків, але предмет постійної живої уваги, духовний зв'язок, співчуття.
За 70 років свого існування, без території, без захисту, часто без прав, неодноразово втрачаючи свої матеріальні накопичення, російська еміграція першої хвилі дала світу трьох нобелівських лауреатів (література — І. А. Бунін, Економіка — В. В. Леонтьєв і хімія — І. Р. Пригожин); видатних діячів мистецтва — Шаляпін, Рахманінов, Кандинський, Шагал, Стравінський, Князєв ; плеяду відомих учених і технологів — Сікорський, Зворикін, Іпатов, Кістяківський, Федоров ; цілу епоху в російській літературі ; кілька філософських і богословських шкіл; унікальних спортсменів (автогонщик Борис Іванівський, зірка бейсболу Віктор Старухін). З середовища російської еміграції вийшов Володимир Набоков, який залишив яскравий слід не тільки в російській, а й у англомовній літературі XX століття.
Російська церковна еміграція мала великий вплив на поширення православ'я в Європі, в тому числі на створення нових православних церков. В силу ряду політичних і соціальних причин наприкінці 1920-х — початку 1930-х рр. вона розділилася на чотири частини: Російську Православну Церкву за кордоном, Західноєвропейський екзархат, Північно-Американську митрополію і закордонні парафії Московського Патріархату. До 1945 року велика частина російських парафій в Європі належали до РПЦЗ.

## У творах культури і мистецтва
В літературі

- Аверченко А. "Записки Простодушного. «Я в Європі»: Туреччина, Чехо-Словаччина. Нові розповіді з життя еміграції "(1923)
- Толстой А. " Пригоди Невзорова, або Ібікус " (1924), «Емігранти» (1931)
- Булгаков М. " Біла гвардія " (1923—1925), " Біг " (роки написання: 1926—1927, перше видання: 1962)
- Газданов Г. " Вечір у Клер " (1929)
- Набоков В. " Подвиг " (1932), " Інші берега " (1953)
- Кюсаку Ю. "Кінець льоду (яп. 氷の涯 "(1933)
- Труайя А. «Син сатрапа» (2005)
- Барякіна Е. «Білий Шанхай» (2010)

Документальна література

- Ільїна Н. «Повернення» (про еміграцію в Китаї)
- / Под ред. В. В. Зеньковского. — М. : Аграф, 2001. — (Символы времени) — ISBN 5-7784-0143-4. Архівовано з джерела 13 листопада 2020

У кінематографі

- х / ф «Сірий вовк» (1962) за мотивами роману «Казка про сірого вовка» Євгена Перм.
- х / ф «Біг» (1970) за мотивами творів М. А. Булгакова " Біг ", " Біла гвардія " і «Чорне море».

Документальне кіно

- Не будемо проклинати вигнання
- Документальна багатосерійна стрічка " Російські без Росії " Микити Михалкова про долю російської білої еміграції.